# Niederklütz
Niederklütz ist ein Ortsteil der Stadt Klütz in Mecklenburg-Vorpommern.

## Lage
Der Ortsteil liegt nördlich des Stadtzentrums. Nordwestlich liegt der weitere Ortsteil Grundshagen, nordöstlich der Boltenhagener Ortsteil Wichmannsdorf. Südwestlich der Wohnbebauung erstreckt sich ein Grünzug, der vom Klützer Bach durchflossen wird.

## Geschichte
Die Siedlung wurde erstmals im Jahr 1316 als Inferioris Clutze urkundlich erwähnt. Die südlich gelegene Siedlung wurde zur Unterscheidung Oberklütz genannt und gehörte als Bestandteil des Klützer Winkels den Rittern von Plessen. Die Ritter Johann Rosendal und Reinberg von Plessen hatten die Katen vom Mecklenburger Fürsten zum Lehen erhalten.
Im 18. Jahrhundert erwarben die von Bothmer die Ländereien, darunter auch die 247 Hektar große Gemarkung Nieder-Klütz. Einer der Besitzer war Otto von Bothmer, der auf Schloss Bothmer lebte. Im Jahr 1868 lebten im Dorf 42 Einwohner. Zum Stichtag 1. Dezember 1885 lebten in Nieder-Klütz 52 Personen: 27 männliche und 25 weibliche Personen in fünf Wohnhäusern. Am 10. Juli 1896 kam es zu einem schweren Unwetter, von dem die Feldmark Niederklütz „am ärgsten“ betroffen war.
In der Zeit der DDR bestand im Ort die Landwirtschaftliche Produktionsgenossenschaft LPG Niederklütz. Derzeit wohnen in Niederklütz ca. 60 Menschen.

## Kultur und Sehenswürdigkeiten, Persönlichkeiten
- Am Ortseingang von Klütz nach Niederklütz befindet sich eine unter Naturschutz stehende über 300 Jahre alte Eiche.[10]
- Im Ort wurde der deutscher Rezitator Ernst Hameister (1889–1966) geboren.[11]